# Dagmar Galler
Dagmar Galler (* 20. Dezember 1961 in Oldenburg) ist eine ehemalige deutsche Diskuswerferin.
Sie war 1985, 1988 und 1989 bundesdeutsche Meisterin. 1987 und 1990 wurde sie Vizemeisterin. Sie vertrat die Bundesrepublik bei allen Europacups zwischen 1983 und 1989, wobei ihre beste Platzierung Rang drei in Gateshead 1989 war. 1990 qualifizierte sie sich für die Europameisterschaften in Split und wurde dort Achte.
Galler stellte ihre persönliche Bestweite von 63,52 Meter im Jahr 1990 auf. Sie startete für die LG Bayer Leverkusen.